# Ветхозаветные сюжеты в живописи
События Ветхого Завета служили источником вдохновения многих живописцев. В отличие от сюжетов Нового Завета они меньше были представлены в иконописной традиции и их иллюстрация требовала большей работы воображения художника. Особое внимание при иллюстрации сюжетов Ветхого Завета художники предавали женским образам, часто находящимися в конфликте с мужчинами: Ева, Далила, Юдифь и Эсфирь.
- Ветхий днями - Блейк (1827)
- Адам и Ева - Дюрер (1507)
- Вавилонская башня - Брейгель (1563)
- Самсон - Рубенс (1609)
- Песнь песней - Россетти (1866)
- Юдифь - Джорджоне (1504), Караваджо (1599)
- Эсфирь - Шассерио (1841)